# Паредес, Роберто
Рубе́н Робе́рто Паре́дес Ве́ра (исп. Rubén Roberto Paredes Vera; род. 28 сентября 1955, Асунсьон) — парагвайский футболист, защитник. В 1979 году выиграл с асунсьонской «Олимпией» Кубок Либертадорес, Межконтинентальный кубок, Межамериканский кубок, чемпионат Парагвая, и одновременно со сборной страны — Кубок Америки.

## Карьера
Роберто Паредес является воспитанником клуба «Соль де Америка», в основном составе которого дебютировал в 1969 году. В 1973 году Паредес уехал играть в Мексику и в составе «Крус Асуля» в первом же сезоне выиграл национальное первенство и трофей Чемпион чемпионов. В 1978 году вернулся в Парагвай, где провёл один сезон за клуб на тот момент Высшего дивизиона «Атлетико Тембетари». Уверенная игра за эту команду привлекла внимание столичного гранда, «Олимпии», куда Паредес перешёл перед началом сезона 1979 года.
В 1979 году Роберто Паредес выиграл с «Олимпией» Кубок Либертадорес, а затем, обыграв по сумме двух матчей финалиста Кубка европейских чемпионов «Мальмё» (победитель, «Ноттингем Форест», отказался играть), завоевал Межконтинентальный кубок. Впоследствии «Олимпия» выиграла и значительно менее престижный Межамериканский кубок.
Параллельно, Роберто выступал в сборной Парагвая. В том году Кубок Америки разыгрывался без единой страны-организатора, все стадии турнира проходили по олимпийской системе на вылет — дома и в гостях и продолжался с июля по декабрь. Поэтому в составе сборных участвовало довольно большое количество игроков. Так, победителями Кубка Америки стали сразу 32 футболиста. Паредес провёл стартовую встречу в гостях против Эквадора, пропустил следующие 4 матча, а затем вернулся в сборную на решающие игры — ответный полуфинал и финальные матчи. В первой игре полуфинала в Асунсьоне парагвайцы обыграли сборную Бразилии 2:1, а уже с Паредесом в составе смогли 31 октября сдержать на Маракане хозяев поля, сыграв с ними вничью 2:2 и выйдя, таким образом, в финал. Для определения чемпиона потребовалось провести три игры. На Дефенсорес дель Чако «альбирроха» разгромила сборную Чили со счётом 3:0, затем чилийцы взяли реванш на Национальном стадионе в Сантьяго, но всего лишь со счётом 1:0. Третья игра прошла на Хосе Амальфитани в Буэнос-Айресе, но голов в ней так и не было забито, поэтому Парагвай был объявлен чемпионом за счёт лучшей разницы мячей в финальных матчах. Роберто Паредес провёл без замен все 5 игр в том розыгрыше, внеся значительный вклад в победу сборной Парагвая в Кубке Америки. Таким образом, Паредес стал одним из восьми игроком «Олимпии», которые выиграли в 1979 году абсолютно все турниры в мировом футболе, в которых принимали участие.
В 1983 году, выиграв с «Олимпией» четыре чемпионата Парагвая подряд, Роберто уехал в Колумбию. За два года он не добился особых успехов в «Атлетико Насьонале» и «Депортиво Перейре» и в 1987 году вернулся в родной Соль де Америка, где провёл последний сезон в профессиональной карьере футболиста.
Затем Паредес работал в качестве тренера. Возглавлял, в частности, «Либертад». В последние годы тренирует молодёжные команды этого клуба.

## Титулы и достижения

### Как игрок
- Чемпион Парагвая (4): 1979, 1980, 1981, 1982
- Чемпион Мексики (1): 1973/74
- Обладатель трофея Чемпион чемпионов Мексики (2): 1974
- Обладатель Кубка Либертадорес (1): 1979
- Обладатель Межконтинентального кубка (1): 1979
- Обладатель Межамериканского кубка (1): 1979
- Обладатель Кубка Америки (1): 1979